# Pfaffstätten
Pfaffstätten ist eine Marktgemeinde mit 3502 Einwohnern (Stand 1. Jänner 2025) im Bezirk Baden in Niederösterreich.

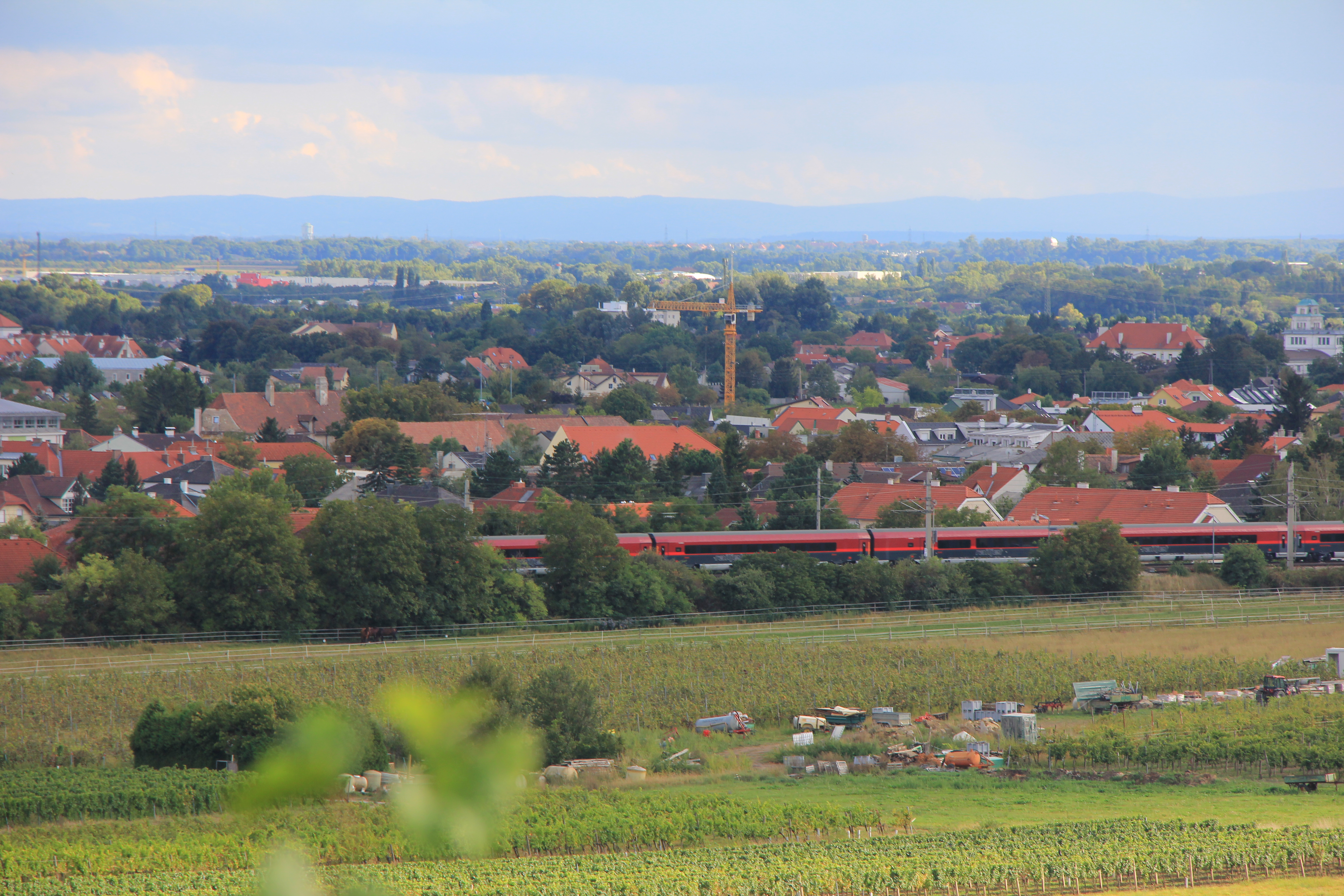
Blick über Pfaffstätten

## Geografie
Pfaffstätten liegt im Industrieviertel in Niederösterreich. Die Fläche der Marktgemeinde umfasst 7,81 Quadratkilometer. 35,55 Prozent der Fläche sind bewaldet. Die höchste Erhebung ist der Pfaffstättner Kogel im Anningermassiv.
Ortsteile sind Einöde und Pfaffstätten. In dem bekannten Weinort direkt an der Thermenlinie befindet sich Pfaffstätten im ebenen Teil der Gemeinde und Einöde schon im Wienerwald.

### Gemeindegliederung
Das Gemeindegebiet umfasst die beiden Ortschaften (in Klammern Einwohnerzahl Stand 1. Jänner 2025) Einöde (108) und Pfaffstätten (3394).
Die Gemeinde besteht aus der Katastralgemeinde Pfaffstätten.

### Nachbargemeinden
| Gaaden        | Gumpoldskirchen                             |              |
| Heiligenkreuz | Kompassrose, die auf Nachbargemeinden zeigt | Traiskirchen |
|               | Baden                                       |              |

## Geschichte
Pfaffstätten ist seit seinen geschichtlichen Anfängen mit dem Weinbau verbunden. Eine Beschreibung der Grenzen der Urpfarre Traiskirchen, welche in das Jahr 1060 verweist, nennt als nordwestliche Grenze aufwärts von Mödling zwischen Weingärten bis an den Lindkogel. Die Ursprünge des Ortes liegen aber sicher in den Getreidegehöften – wie dem Hof des Geschlechts der Rohrer aus Baden, der später zum Pfarrhof wurde –, deren Getreide in den Mühlen des Mühlbaches (z. B. Bauernmühle in Tribuswinkel) vermahlen wurde.
Auch die erste urkundliche Erwähnung Pfaffstättens hängt mit dem Weinbau zusammen: Ein Ritter Markgraf Leopolds des Heiligen namens Bopo – er gehört einem Geschlecht an, das in Sittendorf, später Burg Wildegg Besitz hatte – schenkt 1120/30 einen Weingarten zu Pfaffstätten dem Stift Klosterneuburg. Dem Stift Klosterneuburg verdankt Pfaffstätten auch seinen Namen „Stätte der Pfaffen“: hier wohnten Untertanen von Pfaffen, durchaus nicht negativ gemeint: es waren Weltgeistliche, die sich um Missionierung, Seelsorge und Kultivierung der von den Magyaren wieder in Besitz genommenen Gebiete des Wienerwalds und östlich davon annahmen.
Seit der Gründung des Stiftes Heiligenkreuz 1133 ist die Entwicklung Pfaffstättens mit dem Wienerwald-Kloster verbunden, aber auch andere Klöster schätzten das Weinbaugebiet: die Klöster Gaming, Mauerbach, Kleinmariazell, Melk, Lilienfeld und Heiligenkreuz hatten und haben Besitz in der Weinbaugemeinde. Melk hatte besonderen Einfluss, weil die Mutterpfarre Traiskirchen dieser Abtei gehörte.
Der Bau der Pfarrkirche ist ins 12. Jh. datiert; die Siedlung wurde 1535 zur Pfarre erhoben und 1538 Heiligenkreuzer Besitz; die Nähe zu Baden lässt gemeinsame seelsorgliche Betreuung vermuten. Den Türkeneinfall von 1683 sollen nur drei Ortsbewohner überlebt haben. In der Ära des Josephinismus wurde Pfaffstätten 1783 erneut zur Pfarre erhoben, dieses Mal in Abtrennung von Baden.

### Einwohnerentwicklung
| Pfaffstätten: Einwohnerzahlen von 1869 bis 2025     | Pfaffstätten: Einwohnerzahlen von 1869 bis 2025 | Pfaffstätten: Einwohnerzahlen von 1869 bis 2025 | Pfaffstätten: Einwohnerzahlen von 1869 bis 2025 | Pfaffstätten: Einwohnerzahlen von 1869 bis 2025 |
| --------------------------------------------------- | ----------------------------------------------- | ----------------------------------------------- | ----------------------------------------------- | ----------------------------------------------- |
| Jahr                                                |                                                 |                                                 |                                                 | Einwohner                                       |
| 1869                                                | 1869                                            |                                                 | 1.281                                           | 1.281                                           |
| 1880                                                | 1880                                            |                                                 | 1.362                                           | 1.362                                           |
| 1890                                                | 1890                                            |                                                 | 1.479                                           | 1.479                                           |
| 1900                                                | 1900                                            |                                                 | 1.990                                           | 1.990                                           |
| 1910                                                | 1910                                            |                                                 | 2.367                                           | 2.367                                           |
| 1923                                                | 1923                                            |                                                 | 2.165                                           | 2.165                                           |
| 1934                                                | 1934                                            |                                                 | 2.334                                           | 2.334                                           |
| 1939                                                | 1939                                            |                                                 | 2.324                                           | 2.324                                           |
| 1951                                                | 1951                                            |                                                 | 2.199                                           | 2.199                                           |
| 1961                                                | 1961                                            |                                                 | 2.226                                           | 2.226                                           |
| 1971                                                | 1971                                            |                                                 | 2.603                                           | 2.603                                           |
| 1981                                                | 1981                                            |                                                 | 2.449                                           | 2.449                                           |
| 1991                                                | 1991                                            |                                                 | 2.461                                           | 2.461                                           |
| 2001                                                | 2001                                            |                                                 | 2.571                                           | 2.571                                           |
| 2011                                                | 2011                                            |                                                 | 3.457                                           | 3.457                                           |
| 2021                                                | 2021                                            |                                                 | 3.540                                           | 3.540                                           |
| 2025                                                | 2025                                            |                                                 | 3.502                                           | 3.502                                           |
| Quelle(n): Statistik Austria, Gebietsstand 1.1.2021 |                                                 |                                                 |                                                 |                                                 |

## Kultur und Sehenswürdigkeiten

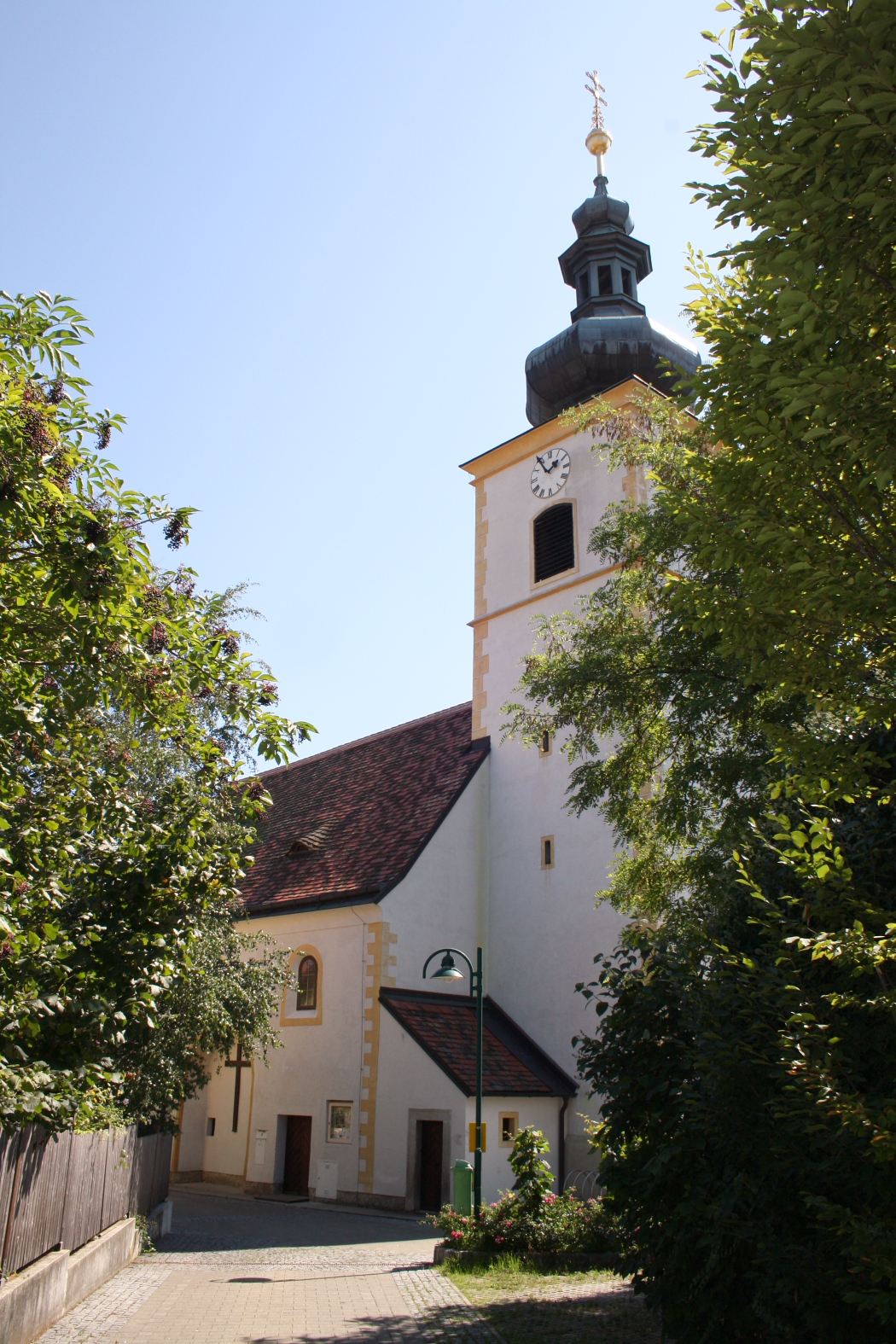
Pfarrkirche Pfaffstätten

- Katholische Pfarrkirche Pfaffstätten Hll. Peter und Paul
- Rathaus
- Pfarrhof
- Heimatmuseum
- Pfaffstätten ist auch vor allem für seine vielzähligen Heuriger und den seit 1954 stattfindenden jährlichen Großheuriger Pfaffstätten, der größte in Österreich, bekannt.[4]

## Wirtschaft und Infrastruktur

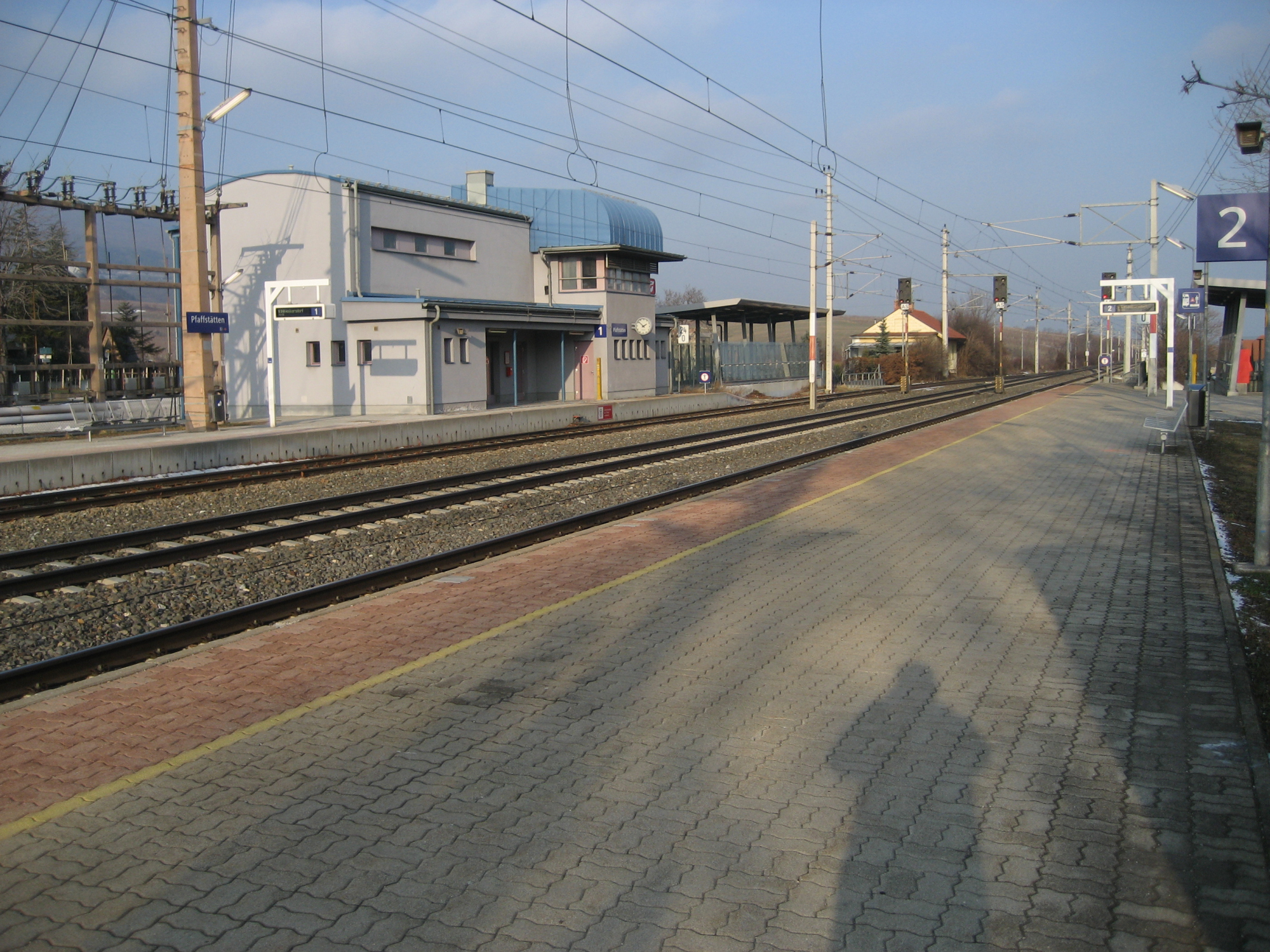
Bahnhof Pfaffstätten

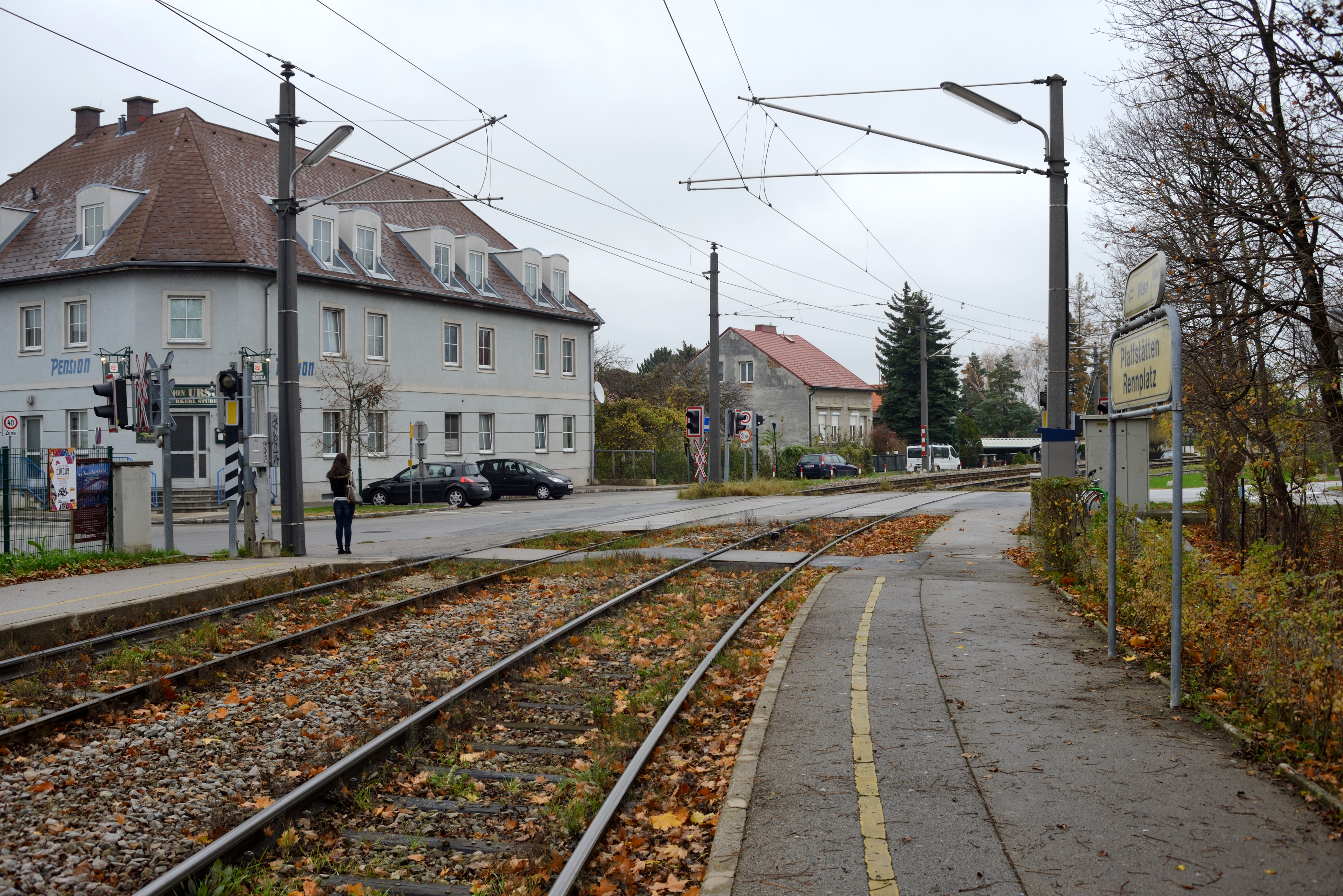
Lokalbahn-Haltestelle Pfaffstätten Rennplatz

Nichtlandwirtschaftliche Arbeitsstätten gab es im Jahr 2001 118, nach der Erhebung 1999 gab es 57 land- und forstwirtschaftliche Betriebe. Erwerbstätige am Wohnort waren nach der Volkszählung 2001 1119 Personen. Die Erwerbsquote lag 2001 bei 45,27 Prozent. Im Jahresdurchschnitt 2003 gab es am Ort 8 Arbeitslose.

### Bildung
In Pfaffstätten befinden sich zwei Kindergärten und eine Volksschule.

### Verkehr
Pfaffstätten liegt an der Südbahn. Am Bahnhof Pfaffstätten halten die S-Bahn Linien S3 und S4. Dadurch ergibt sich Richtung Wien unter der Woche ein Halbstunden-Takt und am Wochenende ein Stundentakt.

## Politik

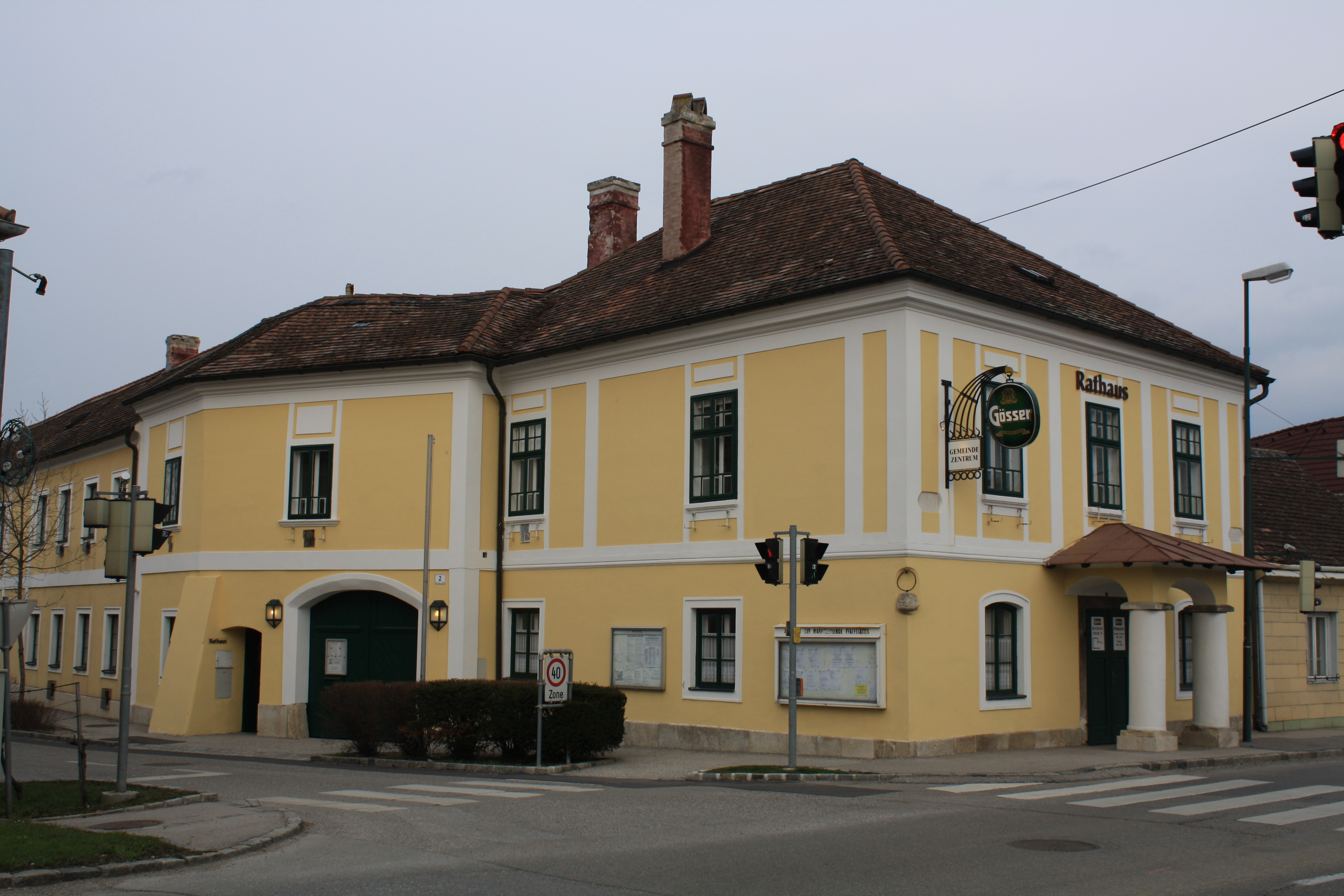
Rathaus

### Gemeinderat
Der Gemeinderat hat 23 Mitglieder.
- Nach den Gemeinderatswahlen in Niederösterreich 1990 hatte der Gemeinderat folgende Verteilung: 12 ÖVP, 6 SPÖ und 3 BIP.
- Nach den Gemeinderatswahlen in Niederösterreich 1995 hatte der Gemeinderat folgende Verteilung: 6 ÖVP, 5 LI-KE, 5 SPÖ, 4 BIP und 1 FPÖ.[7]
- Nach den Gemeinderatswahlen in Niederösterreich 2000 hatte der Gemeinderat folgende Verteilung: 14 ÖVP, 4 SPÖ, 2 LI-KE und 1 BIP.[8]
- Nach den Gemeinderatswahlen in Niederösterreich 2005 hatte der Gemeinderat folgende Verteilung: 14 ÖVP, 5 SPÖ und 2 GRÜNE.[9]
- Nach den Gemeinderatswahlen in Niederösterreich 2010 hatte der Gemeinderat folgende Verteilung: 16 ÖVP, 3 SPÖ und 2 GRÜNE.[10]
- Nach den Gemeinderatswahlen in Niederösterreich 2015 hatte der Gemeinderat folgende Verteilung: 17 ÖVP, 4 GRÜNE und 2 SPÖ.[11]
- Nach den Gemeinderatswahlen in Niederösterreich 2020 hatte der Gemeinderat folgende Verteilung: 17 ÖVP, 4 GRÜNE und 2 SPÖ.[12]
- Nach den Gemeinderatswahlen in Niederösterreich 2025 hat der Gemeinderat folgende Verteilung: 15 ÖVP, 4 GRÜNE, 2 SPÖ und 2 FPÖ.[13]

### Bürgermeister
- 1960–1985 Johann Hösl (1919–2017)[14]
- seit 1997 Christoph Kainz[15]

### Wappen
Der Gemeinde wurde 1953 ein Wappen verliehen. Es zeigt den am Brustkreuz erkennbaren heiligen Bernhard auf einem blau-gelben Schild.

### Gemeindepartnerschaften
- Ehemalige Marktgemeinde Hörstein (seit 1975 Stadtteil der Stadt Alzenau), Unterfranken (D). Gemeindepartnerschaft seit 1971.[17]

## Persönlichkeiten

### Ehrenbürger der Gemeinde
- 1985: Johann Hösl, ehemaliger Bürgermeister
- Anton Hofmann, Mitbegründer des Musikvereins und Komponist

### Söhne und Töchter der Gemeinde
- Urban Sagstetter (1529–1573), Bischof von Gurk und Administrator der Erzdiözese Wien
- Michael Schnabel (1607–1658), Abt von Heiligenkreuz
- Bernhard Hans Breil (1609–1683), Abt von Stift Neukloster und Stift Baumgartenberg
- Leopold Kober (1883–1970), Geologe
- Alois Schwabl (1912–1977), Kugelstoßer

### Mit der Gemeinde verbundene Persönlichkeiten
- Gertraud Klemm (* 1971), Schriftstellerin, die in Pfaffstätten lebt.
- Malachias Koll (1783–1844), Ordenspriester und Historiker, war hier Pfarrverweser
- Peter Meissner (* 1953), Autor und Kabarettist
- Maximilian Sax (* 1992), Fußballspieler
- Norbert Anton Stigler (1942–2020), Zisterzienser, Pfarrer und Hochschulprofessor